# ليبيا في 2021
الأحداث في ليبيا في 2021.

## شاغلي المناصب
- الرئيس : فايز السراج (حتى 15 مارس)، محمد المنفي (ابتداءً من 15 مارس)
- رئيس الوزراء :
  - عبدالله آل ثاني (حتى 5 فبراير)
  - عبد الحميد الضبيب (مؤقت يبدأ في 5 فبراير) [1]

## الأحداث
عام كامل – جائحة كوفيد-19 في ليبيا ، الأزمة الليبية ، الحرب الأهلية الليبية الثانية

### يناير
- 5 يناير - انخفاض قيمة الدينار الليبي (العملة الوطنية) من 0.746 إلى 0.225 دولار أمريكي.
- 13 يناير - اجتمعت الحكومات المتنافسة لإجراء محادثات تهدف إلى توحيد الميزانية الوطنية. [2]
- 15 يناير - مجلس الأمن التابع للأمم المتحدة يعين يان كوبيس ، وزير الخارجية السلوفاكي السابق، مبعوثًا جديدًا إلى ليبيا. [3]
- 19 يناير - بدأ المتنافسون السياسيون محادثات تحت رعاية الأمم المتحدة لوضع الأساس القانوني للانتخابات في 24 ديسمبر. [4]
- 28 يناير - الولايات المتحدة تدعو إلى الانسحاب الفوري للقوات الروسية والتركية. [5]

### فبراير
- 5 فبراير
  - تم اختيار عبد الحميد دبيبة رئيسًا للوزراء في حكومة الوحدة الانتقالية في ليبيا. [6]
  - وتقول المنظمة الدولية للهجرة إن البحرية الليبية اعترضت 800 مهاجر كانوا في طريقهم إلى أوروبا خلال الـ24 ساعة الماضية. [7]
- 18 فبراير – التقى الرئيس المصري عبد الفتاح السيسي ورئيس الوزراء عبد الحميد محمد دبيبة في القاهرة . [8]
- 21 فبراير – هاجم مسلحون موكب وزير الداخلية فتحي باشاغا في طرابلس . [9]
- ٢٢ فبراير - أطلقت السلطات في الكفرة سراح ١٥٦ ضحية من ضحايا الاتجار بالبشر من الصومال وإريتريا والسودان. وأُلقي القبض على ستة متاجرين. [10]
- 28 فبراير - غرق خمسة عشر شخصًا وإنقاذ 115 شخصًا، معظمهم من المهاجرين، عندما غرق قارب مطاطي بالقرب من الزاوية . وكان 41 شخصًا قد غرقوا في حادث مماثل في 20 فبراير. [11]

### يمشي
- 3 مارس
  - ذكرت وكالة فرانس برس أن تقريرًا سريًا للأمم المتحدة خلص إلى أن رئيس الوزراء عبد الحميد دبيبة انتُخب بعد رشوة ثلاثة أشخاص على الأقل. وينفي دبيبة صحة التقرير. [12]
  - وتقول الحكومة إن الهجرة ليست من أولوياتها وتدعو المنظمات الدولية إلى تكثيف جهود المراقبة والإنقاذ. [13]
- 7 مارس – وصل برلمانيون من الجانبين إلى سرت لمناقشة تشكيل حكومة وحدة وطنية. [14]
- 10 مارس – وافق مجلس النواب على تشكيل الحكومة المؤقتة برئاسة عبد الحميد دبيبة بأغلبية 132 صوتًا مقابل صوتين. [15]
- 31 مارس - غرق امرأتان وثلاثة أطفال مهاجرين عندما انقلب قارب. وتم إنقاذ 77 آخرين. كما تم إنقاذ 480 مهاجرًا خلال عطلة نهاية الأسبوع. [16]

### أبريل
- 23 أبريل - أفادت المنظمة الدولية للهجرة أن حادث غرق سفينة قبالة سواحل ليبيا أدى إلى مقتل 130 مهاجرًا. [17]

### سبتمبر
- 3 سبتمبر - اندلعت معارك بين الفصائل المختلفة في طرابلس مع تصاعد التوترات في جميع أنحاء البلاد. [18]

## الأحداث المتوقعة والمجدولة
- 29 مارس - من المقرر أن تعيد فرنسا فتح سفارتها بعد سبع سنوات. [19]
- 24 ديسمبر – الانتخابات [20]
  - الانتخابات الرئاسية الليبية 2021
  - الانتخابات البرلمانية الليبية 2021

## الرياضة
- ٢٦ مارس - بعد سبع سنوات، تعود كرة القدم الدولية إلى ليبيا. خسر المنتخب الليبي بنتيجة ٥-٢ في مباراة ضمن تصفيات كأس الأمم الأفريقية على ملعب شهداء بنينا (سابقًا ملعب هوغو تشافيز) قرب بنغازي . [21]

## حالات الوفاة
- 24 مارس – محمود الورفلي، مجرم حرب مشتبه به ( الجيش الوطني الليبي )؛ أُطلق عليه الرصاص [22]

## روابط خارجية
- عبد الحميد الدبيبة: من هو رئيس الوزراء الليبي الجديد؟ (الجزيرة، ٦ فبراير ٢٠٢١)